# شهرستان اریاف المکلا

اریاف المکلا در نقشه

ناحیهٔ اریاف المکلا (به عربی: مدیریة أریاف المکلا) یک ناحیه در یمن است که در استان حضرموت واقع شده‌است.

## خصوصیات
ناحیهٔ اریاف المکلا ۱۶٬۷۴۸ نفر جمعیت دارد.